# Ottaviano Dell’Acqua
Ottaviano Dell’Acqua (* 13. März 1955 in Rom) ist ein italienischer Stuntman und Schauspieler.

## Leben
Dell’Acqua wurde von seiner Familie, einer Zirkus- und Stuntfamilie, wie seine Brüder und Schwestern, früh mit dem Showgeschäft in Berührung gebracht. Bereits als Teenager spielte er in Fellinis Satyricon und in Italowestern und übernahm ab den 1980er Jahren, oftmals unter dem Pseudonym Richard Raymond, Hauptrollen in actionorientierten Abenteuerfilmen. Bekannt wurde er unter anderem durch mehrere Filme mit Bud Spencer, bei denen er teils als Schauspieler, teils als Stuntman tätig war. Eine größere Rolle verkörperte er in Sie nannten ihn Mücke (1978). Seine Filmografie weist nach eigenen Angaben bis ins Jahr 2009 über 250 Filme, hauptsächlich als Stuntman, aber auch als Schauspieler oder Stunt-Koordinator, aus.

## Filmografie (Auswahl)
- 1967: Mehr tot als lebendig (Un minuto per pregare, un istante per morire)
- 1975: Die Viper (Roma a mano armata)
- 1976: Das Schlitzohr und der Bulle (Il trucido e lo sbirro)
- 1978: Plattfuß in Afrika (PIedone l'Africano)
- 1978: Sie nannten ihn Mücke (Lo chiamavano Bulldozer)
- 1979: Das Concorde Inferno (Concorde affaire '79)
- 1979: Der Große mit seinem außerirdischen Kleinen (Uno sceriffo extraterrestre … poco extra e molto terrestre)
- 1980: Buddy haut den Lukas (Chissa perché … capitano tutte a me)
- 1981: Zwei Asse trumpfen auf (Chi trova un amico trova un tesoro)
- 1981: Eine Faust geht nach Westen (Occhio alla penna)
- 1982: Der Bomber (Bomber)
- 1982: Banana Joe
- 1984: Blastfighter – The Executor (Blastfighter)
- 1984: Riffs III – Die Ratten von Manhattan (Rats – notte di terrore)
- 1984: Rush II – Final Game (Rage – fuoco incrociato)
- 1985: Afghanistan Connection (I giorni dell'inferno)
- 1985: Cut and Run (Inferno in diretta)
- 1987: Der Kampfgigant (Double target)
- 1988: Heroin Force (Trappola diabolica)
- 1988: Treffpunkt Triest (Appuntamento a Trieste) (Fernseh-Mehrteiler)
- 1988: Zombie III (Zombi 3)
- 1990: Der lange Weg nach Norden (Pummarò)
- 1991: Bucks größtes Abenteuer (Buck ai confini del cielo)
- 2017: Sie nannten ihn Spencer (Dokumentarfilm)